# El Poste
El Poste är en ort i Mexiko.   Den ligger i kommunen Hopelchén och delstaten Campeche, i den östra delen av landet, 1 000 km öster om huvudstaden Mexico City. El Poste ligger 83 meter över havet och antalet invånare är 240.
Terrängen runt El Poste är platt. Runt El Poste är det mycket glesbefolkat, med 2 invånare per kvadratkilometer. Närmaste större samhälle är Hopelchén, 12,8 km söder om El Poste. I omgivningarna runt El Poste växer i huvudsak lövfällande lövskog.